# Сич Петро
Петро Сич (? — † 1920) — командир полку Дієвої армії УНР.

## Життєпис
Останнє звання у російській армії — штабс-капітан.
З 9 лютого 1918 р. — старшина 2-го Запорізького куреня Окремого Запорізького загону військ Центральної Ради. З 15 березня 1918 р. — командир 2-ї сотні 2-го Запорізького полку Окремої Запорізької дивізії Армії УНР. 24 квітня 1918 брав участь у захопленні більшовицького штабу Криму в Сімферополі.
Один з керівників антигетьманського повстання, очолив Повстанську селянську армію Лівобережжя в Лубнах, активний діяч партії соціалістів-самостійників. З 29 квітня 1919 р. та станом на 16 серпня 1919 р. — командир 1-го Гуцульського полку морської піхоти флоту УНР.
З 6 грудня 1919 року останній командир збірної сотні морської піхоти у складі Збірного пішого полку Київської дивізії Дієвої армії УНР. У січні 1920 року захворів на тиф і, хворий, разом з братом Ільком, хорунжим збірної сотні Гуцульського полку морської піхоти флоту УНР, намагався дістатися Полтавщини. По дорозі був захоплений більшовиками і розстріляний разом із братом.